# 아날로그 신시사이저

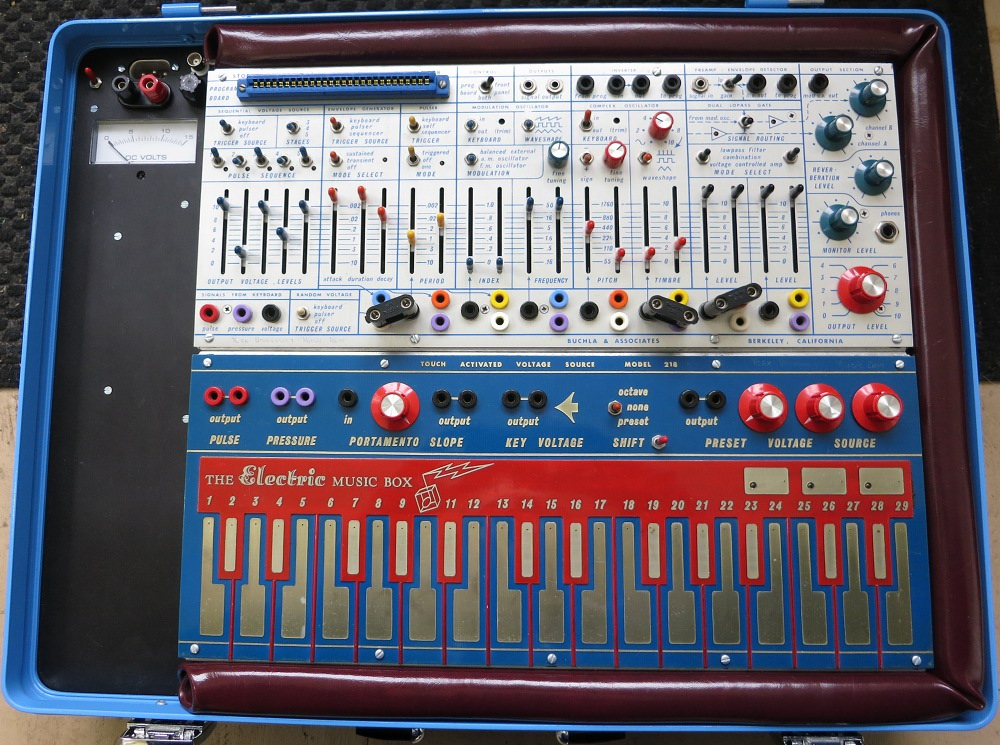
버클라 뮤직 이젤에는 여러 가지 무선 제어 장치, 스위치, 패치 코드 연결 모듈 및 키보드가 포함되어 있다.

아날로그 신시사이저(Analog synthesizer)는 아날로그 회로와 아날로그 신호를 사용하여 전자적으로 소리를 생성하는 신시사이저이다.
1920년대와 1930년대 최초의 아날로그 합성기는 다양한 진공관(열전 밸브)과 전기 기계 기술로 만들어졌다. 1960년대 이후에는 연산 증폭기, 집적 회로를 사용하여 아날로그 합성기가 제작되었으며 가변저항을 사용하여 사운드 가변저항을 조정했다. 아날로그 신시사이저는 또한 저역 통과 필터와 고역 통과 필터를 사용하여 소리를 수정한다. 모그 신시사이저와 같은 1960년대 아날로그 신시사이저는 패치 케이블로 연결된 다수의 독립적인 전자 모듈을 사용했지만, 후에 미니모그와 같은 아날로그 신시사이저는 이들을 단일 유닛으로 통합하여 통합 신호 라우팅에 유리한 패치 코드를 제거했다.